# 6 Dywizja Polowa Luftwaffe
6 Dywizja Polowa Luftwaffe (niem. 6 Luftwaffe Feld Division) – utworzona na terenie Niemiec we wrześniu 1942 roku z Flieger-Regiment 21. 
Dywizja walczyła na froncie wschodnim w ramach Grupy Armii Środek i w 1943 r. brała udział w walkach pod Newlem. W listopadzie 1943 roku została przemianowana (jak wszystkie dywizje polowe Luftwaffe) na 6 Feld Division (L) i przydzielona do wojsk lądowych.
Na początku 1944 roku została rozbudowana o ocalałe pododdziały rozwiązanych  2. i 3. Dywizji Polowej Luftwaffe. Kontynuowała walki na wschód od Witebska, aż została okrążona i rozbita w czasie ofensywy sowieckiej w czerwcu 1944 roku.

## Skład bojowy dywizji
1942
- I-IV bataliony strzelców polowych
- 6 polowy batalion artylerii Luftwaffe
- 6 polowa kompania cyklistów Luftwaffe
- 6 polowy batalion niszczycieli czołgów Luftwaffe
- 6 polowa kompania inżynieryjna Luftwaffe
- 6 polowy batalion przeciwlotniczy Luftwaffe
- 6 polowa kompania łączności Luftwaffe
- 6 polowe dywizyjne oddziały zaopatrzeniowe Luftwaffe

listopad 1943
- 52. polowy pułk strzelców (L) (Jäger-Regiment 52 (L))
- 53. polowy pułk strzelców (L) (Jäger-Regiment 53 (L))
- 54. polowy pułk strzelców (L) (Jäger-Regiment 54 (L))
- 6. polowy pułk artylerii (L) (Artillerie-Regiment 6 (L))
- 6. batalion Flak (L)
- 6. polowa kompania cyklistów (L)
- 6. polowa kompania łączności (L)
- 6. polowe dywizyjne oddziały zaopatrzeniowe (L)

## Dowódcy dywizji
- Generalleutnant Rüdiger von Heyking Aufstellung (od 25 listopada 1942)
- Generalleutnant Rudolf Peschel (od 5 listopada 1943 do 27 lub 30 czerwca 1944, gdy poległ pod Witebskiem)